# Amatola Water
Amatola Water (SOE) wurde 1997 als staatlicher regionaler Wasserversorger auf dem Gebiet der südafrikanischen Provinz Eastern Cape gegründet. Er liefert auf einer Gesamtfläche von 47.515 km² gereinigtes Wasser für vertragliche Abnehmer in den häuslichen, industriellen und landwirtschaftlichen Sektoren. Der Verwaltungssitz von Amatola Water befindet sich in East London.

## Leistungsprofil
Die Hauptleistung von Amatola Water liegt in der Deckung des Wasserbedarfs, dem Ausbau der Infrastruktur zur Wasserversorgung und in Dienstleistungen zur Aufrechterhaltung des Versorgungsauftrages. Der Versorgungsauftrag wird in der Form eines Zweckverbandes unter Aufsicht des Department of Water and Sanitation (DWS), das südafrikanische Ministerium für Wasser- und Sanitärversorgung, wahrgenommen und beruht auf dem  Water Services Act (Act 108 of 1997). Dem Entwicklungsinteresse der Provinz entsprechend befasst sich Amatola Water mit dem Management der natürlichen Wasserressourcen. Ferner werden Dienstleistungen für technische, wissenschaftliche, qualitätssichernde und beratende Zwecke angeboten, die hauptsächlich der Betriebsfähigkeit und die Instandhaltung kundeneigener Wasserwirtschaftsanlagen dienen.
Amatola Water beteiligt sich an der sozialen und institutionellen Entwicklung in ihrem Versorgungsgebiet, was sich im Wesentlichen auf eine Unterstützung kommunaler Wasser- und Sanitärprojekte sowie auf Maßnahmen zum Kapazitätsaufbau und zielgerichtete Schulungsmaßnahmen erstreckt.

## Beschreibung
Im Jahr 1998 begann das Department of Water Affairs (DWA) mit der staatlichen Wasserversorgung auf dem Gebiet der Provinz Eastern Cape. Mit einer Bekanntmachung in der Government Gazette (Nr. 18409 vom 14. November 1997) erfolgte die Gründung von Amatola Water.
Die Metropolgemeinde Buffalo City wurde im Jahre 2003 zur Water Services Authority erklärt, was eine eigenständige Wasserdienstleistungsbehörde bedeutet. Die Zuständigkeit von Amatole Water liegt demnach hauptsächlich in den Distriktgemeinden Amathole und Chris Hani, erfasst aber auch kleine Teilgebiete von Joe Gqabi und Sarah Baartman. Nach dem Ausbaustand von 2021 ist der operative Bereich im Wesentlichen am Territorium der Metropolgemeinde Buffalo City mitbeteiligt und auf einige Ortschaften der angrenzenden Lokalgemeinden Amahlathi und Ngqushwa beschränkt. Insgesamt werden etwa 1 Million Einwohner mit Trinkwasser versorgt. Ferner gehören die landwirtschaftlichen Bewässerungssysteme am Ober- und Mittellauf des Kubusi River zum Bewirtschaftungsgebiet. Amatola Water ist der Wasserversorger für den zweitgrößten ökonomischen und demographischen Ballungsraum in der Provinz, nach dem der Metropolgemeinde Nelson Mandela Bay. Um einen kontinuierlichen Wasserbedarf zu gewährleisten, hatte die Stadtverwaltung von Buffalo City im Jahre 2008 ein 5-Jahres-Programm mit Maßnahmen zur Wassereinsparung in die Wege geleitet.
Im Rahmen der sich seit etwa 2015  landesweit zunehmend ausbreitenden Dürresituation hat sich Amatola Water an mehreren Projekten beteiligt. Dazu gehörten Sanierungsarbeiten an 25 Bohrlöchern in Mbashe oder die Verbesserung der Wasserbevorratung in Mdantsane. Diese Vorhaben sind Teile des Eastern Cape Water Master Plan.
Amatola Water verfügt über Wassersammler, Talsperren, Leistungssysteme und Wasseraufbereitungs- und Kläranlagen. Es werden 11 Anlagen und 7 subregionale Versorgungsnetze unterhalten und organisatorisch ist der Versorgungsverband in vier territoriale Bereiche gegliedert.
Unweit der Mündung des Bushman’s River in den Indischen Ozean auf dem Territorium des Küstenorts Kenton-on-Sea in der Lokalgemeinde Ndlambe befindet sich eine Meerwasserentsalzungsanlage, das Ndlambe Sea Water Reverse Osmosis Plant (SWROP). Nach dem Prinzip der Umkehrosmose wird hier für die Bewohner der Umgebung Trinkwasser erzeugt. Sie befindet sich im Eigentum ihres Betreibers Amatola Water und wurde 1997 in Betrieb genommen. Diese Region ist seit mehreren Jahren von einem akuten Wassermangel betroffen, der durch langjährige Niederschlagsarmut und lokale Managementfehler eingetreten war.
Von Amatola Water werden folgende Wasserstauanlagen unterhalten:
- Binfield Park Dam
- Cata Dam
- Debe Dam
- Gubu Dam
- Laing Dam
- Mnyameni Dam
- Nahoon Dam
- Rooikrantz Dam
- Sandile Dam
- Wriggleswade Dam